# Mercè Arànega i Piqué
Mercè Arànega i Piqué (Buenos Aires, 10 de maig de 1957) és una actriu de teatre, televisió i cinema catalana nascuda a l'Argentina. Ha desenvolupat una àmplia carrera a la televisió, el cinema i al teatre. És especialment coneguda a Catalunya pel seus papers a les sèries de Televisió de Catalunya: Estació d'enllaç, El cor de la ciutat o Gran Nord.
Va estudiar art dramàtic a l'Institut del Teatre de Barcelona, i posteriorment va complementar la seva formació amb cursos de pantomima, Commedia dell'Arte amb Carlo Boso i mètode Stanislavski amb Carlos Gandolfo.

## Filmografia

### Cinema
- 1992: Cràpules. Director: Toni Mora.
- 1993: Rosita, please!. Director: Ventura Pons.
- 1994: El perquè de tot plegat. Director: Ventura Pons.
- 1998: El pianista. Director: Mario Gas.
- 2001: Anita no perd el tren. Director: Ventura Pons.
- 2004: Beatriz/Barcelona. Director: Claudio Zulián.
- 2009: Ens veiem demà. Director: Xavier Berraondo.
- 2010: Pa negre. Director: Agustí Villaronga.
- 2014: Born. Director: Claudio Zulian.

### Televisió
- 1989: La prueba. Director: Enric Galcerán. Curtmetratge.
- 1994/99: Estació d'enllaç. Sèrie de televisió.
- 1994: Dones i homes. Director: Antoni Verdaguer. Telefilm.
- 1995: La sucursal. Director: Jesús Font. Telefilm.
- 1999: Junts. Directora: Mireia Ros. Telefilm.
- 2000: Valèria. Directora: Sílvia Quer. Telefilm.
- 2000/08: El cor de la ciutat. Sèrie de televisió.
- 2010/12: Cuéntame cómo pasó. Sèrie de televisió.
- 2012/13: Gran Nord. Sèrie de televisió.
- 2017: La Riera. Sèrie de televisió.
- 2019: Benvinguts a la família. Sèrie de televisió.
- 2024: Jo mai mai. Sèrie de televisió.

### Teatre
| - 1985: Por delante y por detrás - 1988: La primera de la clase - 1990: Terra Baixa - 1991: Indian Summer - 1992: La lluna de Valencia - 1994: E. R. - 1997: Ivanov - 1997: Valencia - 1998: Perifèria Koltès - 1998: Las presidentas - 1999: Bernadeta XOC - 2000: Cartas de amor a Stalin - 2000: Hurracan | - 2001: Bodas de sangre - 2001: Les variacions Goldberg - 2002: Geloses - 2003: Àrea privada de caça - 2004: Batalles - 2004: Teatre sense animals - 2005: Yerma - 2006: Largo viaje hacia la noche - 2007: La plaça del diamant - 2008: El bordell - 2009: Ilíada - 2009: Mort de dama | - 2010: Madre Coraje y sus hijos - 2010: Misteri de dolor - 2012: Coriolà - 2013: Bona gent - 2014: Doña Rosita la Soltera - 2014: El somni d'una nit d'estiu - 2015: L'alè de la vida - 2015: L'hort de les oliveres - 2015: Un cel de plom - 2016: Victòria - 2017: Dansa de mort - 2018: Sol solet |

## Premis[4]
- 1994: Premi Nacional de Cinematografia de la Generalitat de Catalunya, per la seva interpretació a Rosita, please
- 1997: Premi Margarida Xirgu, pel seu paper a L'Amant
- 2009: Premi Butaca a la millor actriu per Mort de dama
- 2010: Premi Nacional de Teatre de la Generalitat de Catalunya per la seva interpretació de Dona Obdúlia de Montcada a Mort de dama